# 丁小强
丁小强（1972年12月—），江苏东台人，中华人民共和国政治人物。武汉大学病毒学专业毕业，长期在湖北省任职，2019年跨省交流至山西省任职。

## 生平
1994年3月加入中国共产党。1995年7月参加工作。历任武汉大学团委副书记、团委书记，共青团湖北省委副书记、书记、省青联主席等职。2010年8月，任中共咸宁市委副书记、赤壁市委书记，次年3月当选赤壁市人大常委会主任。2012年8月，任中共咸宁市委副书记、副市长、代市长。2012年8月，当选为咸宁市人民政府市长。2016年11月，任中共咸宁市委书记，为当时全国最年轻的地级市党委书记。
2019年12月至2024年12月，他跨省出任中共运城市委书记。2024年12月，任中共长治市委书记。